# Havárie bombardéru B-52 na Guamu
Havárie bombardéru B-52 na Guamu se udála dne 21. července 2008 v 9.55 místního času, nedaleko ostrova Guam v Tichém oceánu. Strategický bombardér B-52H Stratofortress vzlétl toho rána z Andersenovy letecké základny ke cvičnému letu. Když se nacházel přibližně 56 km severozápadně od guamského přístavu Apra Harbor, zaznamenalo řízení letového provozu jeho prudký pokles z výšky 610 m a poté zmizel z radaru ve chvíli, kdy se zřítil do vod Tichého oceánu. Všech šest členů posádky okamžitě zemřelo a letoun byl zcela zničen.
Oficiální vyšetřování amerického letectva dospělo k závěru, že havárie byla způsobena chybným nastavením stabilizátoru vodorovných ocasních řídících ploch. Vyšetřovací komise ovšem nebyla schopna přesně stanovit příčinu této chyby a vyvodila pouze teorii, podle které měla být tato porucha způsobena softwarovou závadou systému letadla.